# 帕爾米塔爾 (巴拉那州)

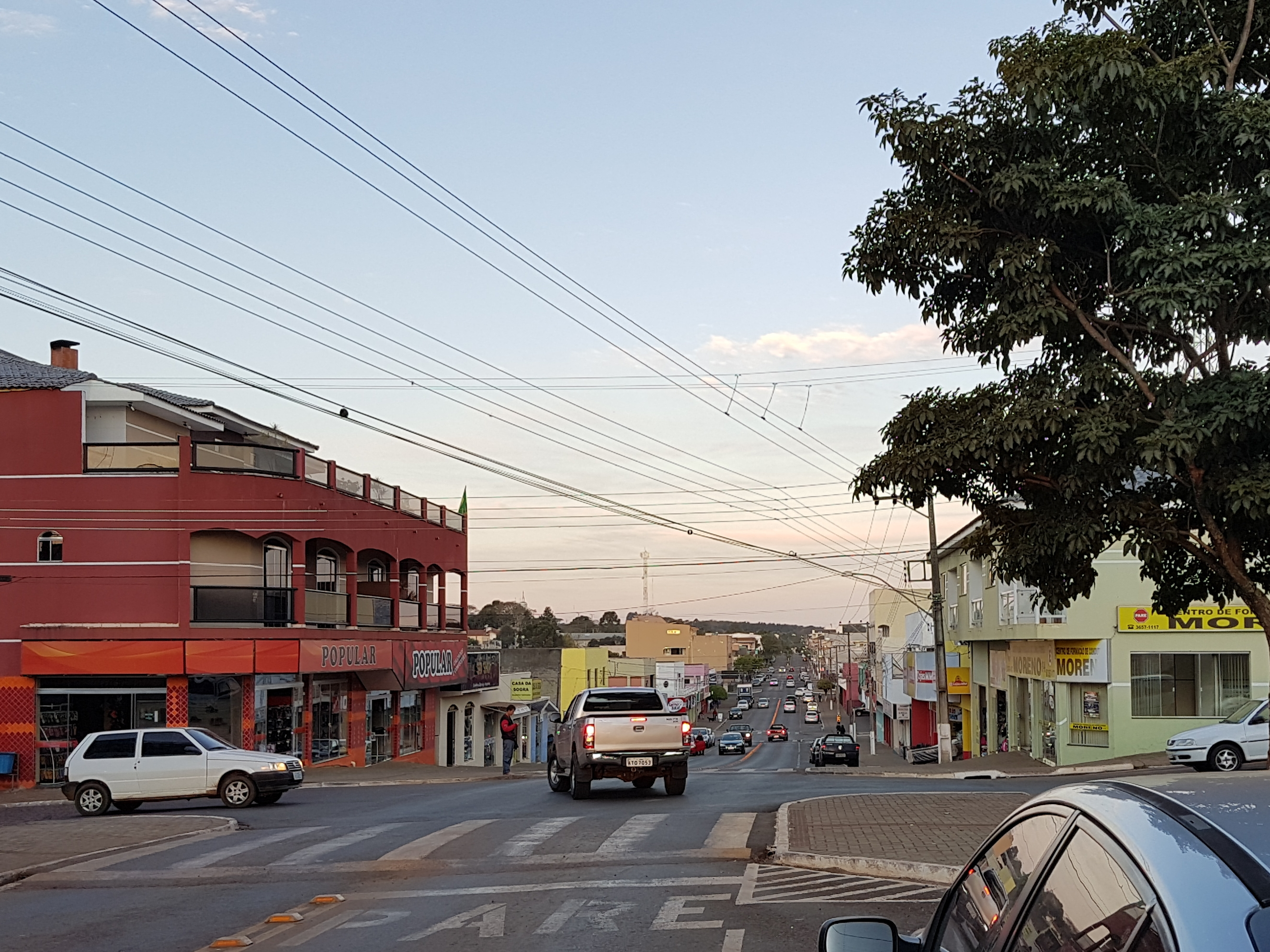
帕爾米塔爾

帕爾米塔爾（葡萄牙語：Palmital）是巴西的城鎮，位於該國南部，由巴拉那州負責管轄，始建於1963年，面積816平方公里，海拔高度840米，2010年人口14,870，人口密度每平方公里18.23人。